# Palazzo Campana (Colle Val d’Elsa)
Palazzo Campana – manierystyczna rezydencja położona w Colle di Val d’Elsa; pałac zbudowany na wprost Ponte Campana (obecny most został zbudowany na miejscu starszego mostu zwodzonego, który zawalił się na początku XVI w.) jest dziełem toskańskiego manieryzmu; został zbudowany według projektu architekta i rzeźbiarza Baccio d’Agnolo (co potwierdza Vasari) w 1536 r. i nie został w pełni ukończony.
Fasada jest dwukondygnacjowa, główne wejście zostało zaakcentowane potężnym portalem renesansowym z kamienia obrobionego tak, aby imitować fasety obrobionego kamienia szlachetnego; po bokach portalu znajdują się po dwa duże okna; fasada została zbudowana częściowo z piaskowca, resztę jej płaszczyzn pokrywa tynk. Podstawą na której zbudowano pałac jest skarpa, na której wznosi się obronny bastion stanowiący cokół budynku. Główny portal pałacu jest jednocześnie jedną z miejskich bram prowadzącą na Via del Castello, główną ulicę historycznego centrum Colle di Val d’Elsa, przy której znajdują się liczne domy zamożnych mieszczan, m.in.: Palazzo del Capitano z XVI w., Palazzo Buonaccorsi z XV w., Palazzo Giusti (XV-XVI w.) oraz średniowieczna wieża mieszkalna, w której urodził się architekt, rzeźbiarz i urbanista Arnolfo di Cambio z XIII w.